# كريستيان كرامر
كريستيان كرامر (بالألمانية: Christian Kramer)‏ هو موزع وملحن ألماني، ولد في القرن الثامن عشر في هانوفر في ألمانيا، وتوفي في 1834.